# Polnische Poolbillard-Meisterschaft 2008
Die polnische Poolbillard-Meisterschaft 2008 war die 17. Austragung der nationalen Meisterschaft in der Billardvariante Poolbillard. Sie fand vom 17. bis 21. Dezember 2008 in Dębica statt. Ausgespielt wurden die Disziplinen 8-Ball, 9-Ball und 14/1 endlos.

## Medaillengewinner
| Disziplin            | Gold                                    | Silber                                     | Bronze                                         | Bronze                                         |
| -------------------- | --------------------------------------- | ------------------------------------------ | ---------------------------------------------- | ---------------------------------------------- |
| Herren – 9-Ball      | Adam Skoneczny (LD Tomaszów Mazowiecki) | Wojciech Trajdos (Konsalnet Warszawa)      | Karol Skowerski (Nosan Kielce)                 | Michał Turkowski (Nosan Kielce)                |
| Herren – 8-Ball      | Tomasz Kapłan (Ósemka Rzeszów)          | Adam Skoneczny (LD Tomaszów Mazowiecki)    | Mariusz Grech (Sezam Wrocław)                  | Wojciech Trajdos (Konsalnet Warszawa)          |
| Herren – 14/1 endlos | Tomasz Kapłan (Ósemka Rzeszów)          | Mariusz Skoneczny (LD Tomaszów Mazowiecki) | Radosław Babica (Nosan Kielce)                 | Hubert Łopotko (Trefl Sopot)                   |
| Damen – 9-Ball       | Karolina Stawarz (Ósemka Rzeszów)       | Ewa Bąk (Bila Tarnów)                      | Katarzyna Wesołowska (Nosan Kielce)            | Michalina Kryszak (UKS Łabiszynianka Łabiszyn) |
| Damen – 8-Ball       | Karolina Stawarz (Ósemka Rzeszów)       | Ewa Bąk (Bila Tarnów)                      | Katarzyna Wesołowska (Nosan Kielce)            | Izabela Łącka (Falcon Sosnowiec)               |
| Damen – 14/1 endlos  | Karolina Stawarz (Ósemka Rzeszów)       | Katarzyna Wesołowska (Nosan Kielce)        | Michalina Kryszak (UKS Łabiszynianka Łabiszyn) | Izabela Łącka (Falcon Sosnowiec)               |